# Kasteel van Veerle

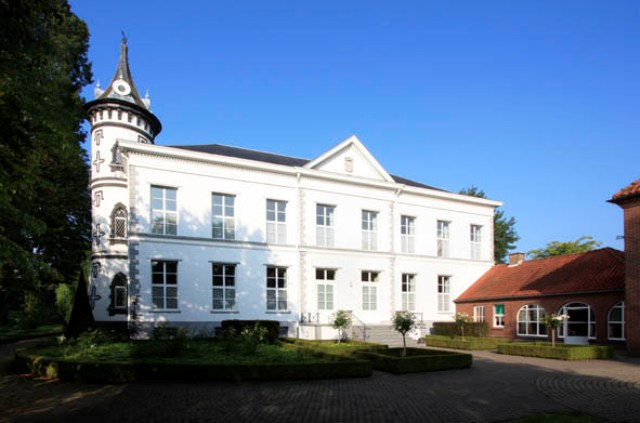
Kasteel van Veerle

Het Kasteel van Veerle (ook: kasteel Zerezo de Tajeda) is een kasteel in de tot de Antwerpse gemeente Laakdal behorende plaats Veerle, gelegen aan de Diestsebaan 62.

## Geschiedenis
Het kasteel werd gebouwd in 1849-1850 in opdracht van de familie Zerezo de Tajeda. Het kasteel in neoclassicistische stijl werd in 1860 nog vergroot met onder meer een toren.
In 1938 stierf de laatste telg uit dit geslacht. Het kasteel werd aan de parochie van Veerle geschonken.
Bij het kasteel behoorde ook een boerderij waar tijdens de Tweede Wereldoorlog, toen het kasteel door de nazi's was bezet, vijf geallieerde vliegers waren ondergedoken. Na de oorlog werd het kasteel nog ingericht als gemeentelijke school.
In 1952 werd het domein aangekocht door de Norbertinessen die er een klooster stichtten. In 1953-1955 lieten zij een kapel bouwen naar ontwerp van Theofiel Vijverman. In 1992 werd er een verzorgingstehuis gebouwd.
In 2012 werd besloten om het klooster, waarin steeds minder zusters verbleven, te slopen. Wel komen er enkele nieuwe gebouwen, voor ouderenzorg en voor kinderrevalidatie.

## Gebouw
Het betreft een kasteel op rechthoekige plattegrond met middenrisaliet dat bekroond wordt door een driehoekig fronton. Het kasteel heeft twee bouwlagen en wordt gedekt door een schilddak. Links van de voorgevel bevindt zich een ronde toren met drie verdiepingen.